# ويليام ستيوارت والاس
ويليام ستيوارت والاس هو مؤرخ وأمين مكتبة كندي، ولد في 23 يونيو 1884 في جورجتاون ‏ في كندا، وتوفي في 11 مارس 1970 في تورونتو في كندا.